# レズヴァニ・ビースト
レズヴァニ・ビースト (英: Rezvani Beast) はアメリカ合衆国の自動車メーカーであるレズヴァニ・モーターズが製造・販売しているスポーツカーである。

## バリエーション

### ビースト
ベースモデルで、約1830万円 (159,000米ドル) で販売されている。コンバーチブルモデルのため、ビースト スピードスターとも呼ばれている。デュアルオーバーヘッドカムシャフトとインタークーラーを装備した2.4Lスーパーチャージャーインライン4エンジン (以降I4エンジン) が搭載されており、最高出力303 PS (300 HP; 224 kW) を発揮する。ビーストシリーズで唯一のマニュアルモデルで、後輪駆動である。アリエル・アトムがベースになっていて、鍛造アルミホイールを装着している。また、ドアが外側にせり出してから、前方に水平移動するサイドワインダードアを採用しているのも特徴である。
その後、ビーストの改良モデルが発売された。0-60mph (0-97 km/h) は2.9秒と同じだが、車両重量が750 kg (1,653 lb) 、パワーウェイトレシオが666.6 HP/t (497.1 kW; 675.8 HP) となっている。
ビーストはデザインに1年の年月を要しており、アトムのオリジナルのブレーキキャリパー、ブレーキディスクが取り付けられている。コンバーチブルモデルのため、雨天時には防水のレザーを装着する必要がある。
また、2年間の保証がついている。

### ビースト アルファ
ビースト アルファ (Beast Alpha) は、ビーストのクーペモデルとして2016年に発表された。この車にはサイドワインダードアが搭載されている。ビーストシリーズで唯一、サイドワインダーを搭載しており、10,000米ドル (約122万円) のオプションである。
コスワースによってチューンされた2.4Lターボチャージャー付きI4エンジンを搭載しており、最高出力500 HP (373 kW; 507 PS) を発揮する。0-60mph (0-97 km/h) のタイムは3.5秒、最高速度は282 km/h (175mph) である。シャーシはアルミニウム製で、車両重量は755 kgとなっている。パワーウェイトレシオは1tあたり662.3 HP (493 kW; 671.5 PS) と低くなっている。これは機能の追加によるもので、エアコン、トラクションコントロール、エアバッグ、ルーフ、サイドワインダードアなどが一例である。

### ビーストX
ビーストX (Beast X) はビーストシリーズで最もハイパワーなモデルで、価格は159,000 (約1940万円) から270,000米ドル (約3300万円)。
ビーストXは5台のみ製造される。2.5L コスワース I4エンジン、ボルグワーナー社のターボチャージャーが搭載されており、最高出力700 HP (522 kW; 710 PS) を発揮する。車両重量は750 kgのため、パワーウェイトレシオは1tあたり933.3 HP (696.0 kW; 946.2 PS) になっている。
エアロギャップ、フェンダーグリル、スプリットスポイラーの追加のほか、フロント・リアの両方に細かなデザインの変更がされている。0-60mph (0-97 km/h) は2.5秒。

### ビースト アルファX
ビースト アルファX (Beast Alpha X) はビーストXのクーペモデルで、エンジンは共通だが、最高出力が525 HP (391 kW; 710 PS) に縮小されている。デザインに変更や追加はされていない。車両重量はビースト及びビーストXと同じく750 kgである。パワーウェイトレシオは1tあたり700 HP (520 kW; 710 PS) である。ボディはカーボンファイバー製。

### ビースト アルファX ブラックバード
ビースト アルファX ブラックバード (Beast Alpha X Blackbird) はビーストシリーズで最も過激なモデルで、2018年に発売された。カーボンファイバー製のボディ、サイドワインダードア及びビースト アルファのデザインを踏襲しており、2.5L ターボチャージャー付きI4エンジンを搭載している。
最高出力は700 HP (710 PS;522 kW)。シーケンシャルマニュアルトランスミッションをオプションで選ぶことができる。車両重量は975 kg。0-60mph (0-97 km/h) は2.9秒。パワーウィンドウ、エアコン、セントラルロックシステム、インフォテインメントシステムなどが標準装備として追加されている。価格は325,000米ドル (約4000万円)。

## 参照
- “レズヴァニ・ビースト・アルファ&サイドワインダードアを初公開”. car-moby.jp. 2022年8月20日閲覧。
- “レズヴァニ ビースト アルファX ブラックバードとは”. car-me.jp. 2022年8月20日閲覧。